# Le Plus Grand
Pour plus de détails, voir Fiche technique et Distribution.
Le Plus Grand (The Greatest) est un film américain réalisé par Tom Gries et Monte Hellman en 1977.

## Synopsis
L'histoire retrace la carrière de Mohamed Ali, de sa victoire aux Jeux olympiques de Rome à sa reconquête de son titre de champion face à George Foreman, en passant par sa conversion à l'Islam et à son refus d'incorporation dans l'armée.

## Fiche technique
Sauf indication contraire, les informations mentionnées dans cette section peuvent être confirmées par la base de données cinématographiques IMDb,  présente dans la section « Liens externes ».
- Titre français : Le Plus Grand[1]
- Titre original : The Greatest
- Réalisation : Tom Gries et Monte Hellman
- Scénario : Ring Lardner Jr., d'après The Greatest, my own story de Mohamed Ali, Herbert Muhammad et Richard Durham
- Directeur de la photographie : Harry Stradling Jr.
- Montage : Byron "Buzz" Brandt
- Musique : Michael Masser
- Chansons interprétées par George Benson
- Producteur : John Marshall
- Pays de production :  États-Unis
- Langue de tournage : anglais américain
- Format : Couleur
- Genre : biographie
- Durée : 98 minutes
- Date de sortie : 
  - États-Unis : 20 mai 1977
  - France : 23 novembre 1977[1]

## Distribution
- Mohamed Ali (VF : Med Hondo) : Lui-même
- Ernest Borgnine (VF : Pierre Garin) : Angelo Dundee
- John Marley (VF : Maurice Chevit) : Dr Ferdie Pacheco
- Lloyd Haynes : Herbert Muhammad
- Annazette Chase : Belinda Ali
- Mira Waters : Ruby Sanderson
- Paul Winfield (VF : Jacques Thébault) : l'avocat d'Ali
- Chip McAllister : Cassius Clay jeune
- Drew Bundini Brown (VF : Robert Liensol) : Lui-même
- Robert Duvall (VF : François Chaumette) : Bill McDonald
- David Huddleston (VF : Jean-Henri Chambois) : Cruikshank
- Ben Johnson : Hollis
- James Earl Jones (VF : Robert Liensol) : Malcolm X
- Roger E. Mosley (VF : Georges Atlas) : Sonny Liston
- Richard Venture : le colonel
- Lucille Benson : Mme Fairlie

## Autour du film
- Muhammad Ali et Drew Bundini Brown sont les seuls à reprendre leurs rôles respectifs.
- Pour les combats successifs d'Ali, la production s'est contentée d'insérer des vidéos d'archives. L'équipe a tout de même tourné quelques passages afin d'affiner un peu les séquences.
- Comme l'indique le générique de fin, le film est dédié à Tom Gries, décédé peu avant la fin du tournage.

## Bande originale
1. The Greatest love of all - George Benson (5:30)
2. I always knew i had it in me - George Benson (7:10)
3. Ali's Theme (5:15)
4. Ali Bombaye (Zaire chant) Part I - Mandrill (3:40)
5. Ali Bombaye (Zaire chant) Part II - Mandrill (3:00)
6. The Greatest love or all - instrumental (3:11)
7. Variations on theme (2:31)
8. I always knew i had it in me - George Benson (5:17)

Le titre The Greatest love of all sera repris par Eddie Murphy incarnant Randy Watson dans Un prince à New York.